# Villers-Agron-Aiguizy
 Villers-Agron-Aiguizy  là một xã ở tỉnh Allier, vùng Hauts-de-France thuộc miền bắc nước Pháp.